# 兰屿崖爬藤
兰屿崖爬藤（学名：Tetrastigma lanyuense）是葡萄科崖爬藤属的植物。分布在台湾等地，一般生于次生林中以及滨海灌丛，目前尚未由人工引种栽培。

## 别名
兰屿粉藤（台湾植物志）